# Pastjärvi
Pastjärvi är en sjö i kommunen Luumäki i landskapet Södra Karelen i Finland. Sjön ligger 75,2 meter över havet. Arean är 1,16 kvadratkilometer och strandlinjen är 11,9 kilometer lång. Sjön  ingår i Kymmene älvs huvudavrinningsområde.   Den ligger omkring 43 km väster om Villmanstrand och omkring 160 km nordöst om Helsingfors. 
I sjön finns ön Mustikkasaari. 